# 黑顶子
黑顶子，是位于中国吉林省延边朝鲜族自治州珲春市敬信镇境内的山峰。

## 简介
黑顶子位于今珲春市敬信镇境内，满语称“夏渣山”，或“乌尔浑山”。此山在中国境内，位于图们江下游北岸，其北距离俄罗斯不远，其南与朝鲜隔图们江相望。清朝时，黑顶子与朝鲜庆兴府隔图们江相望。
根据1860年《中俄北京条约》规定，黑顶子是中国固有领土。但是，清朝同治九年（1873年）前后，俄国入侵并占领黑顶子，在当地建立卡伦，“结幕处东边不远之地，又为构屋，时月之间，工役已讫，间架比前稍长”，“其势将至于留连屯守，广聚人口”。
1880年，吉林将军铭安以吉林珲春一带地近俄朝，“边务百废待兴”为由，奏请清廷“简派贤员赴吉差遣”。直隶总督李鸿章“力保道员吴大澂可资重用”。清廷“乃授吴大澂三品卿衔帮办吉林边防”。1882年，吴大澂到吉林珲春校阅防军，“得知俄军擅自侵占图们江口华界黑顶子地方”。黑顶子北距珲春八十里，与俄界岩杵河隔界相望。俄国人当时已将黑顶子更名为“萨维洛夫卡”。1883年1月，吴大澂“片奏查明俄人擅据黑顶子地方，请颁发咸丰十一年原绘地图为据，由吉林将军派员与俄方订期会勘更正”。吴大澂认为，“中俄东界界限轇轕不清”，主要是因为吉林将军衙门存档的地图上画的轇轕红线“不以所谓海中间之岭为界，是地图条约显有不符之处”。吴大澂称：“该段边界若不及早清理，则珲春与朝鲜毗连之地大半不保，俄隐然觊觎朝鲜之意已可概见，是亟应早为之图。”
清朝光绪九年（1883年），吴大澂“确切查明该地方实系俄人侵占珲春之地”，“若不及时清理，珲春与朝鲜毗连之地大半为俄人窃据”，并且“俄人占据黑顶子，则图们江一百余里不复为珲春所有”，所以“屡与俄员照会，索还占地，并迭次面商，据约辨论”，但是“俄员一味支吾延宕，竟于黑顶子地添设卡兵，接通电线，有久假不归之意”，“旋经吉林将军希元专派协领穆隆阿、双寿等约同俄员会勘，仅至沙草峰，为俄人所阻，未经勘毕而回”。吴大澂认为，“此黑顶子关系甚大，不能不及早清理也”，以避免“俄将图门江东岸百余里‘误’为俄国所辖之地，并于黑顶子地方安设俄卡”。
1885年6月8日，清朝光绪帝下谕，派会办北洋事宜大臣吴大澂会同珲春副都统依克唐阿重勘兴凯湖至图们江口段的中俄东部边界。他们的主要任务是在图们江补立土字牌，并收回黑顶子地方。1886年5月25日（光绪十二年四月二十二日），吴大澂与依克唐阿同俄国勘界大臣、东海滨省巡抚兼理军务将军巴拉诺夫，在俄国境内的岩杵河会谈，此即“岩杵河勘界会议”。中俄双方前后会谈8次，经历近四个半月结束。会议期间，双方签订《中俄珲春东界约》。1886年10月16日，吴大澂从海参崴乘船返回天津，1886年10月29日进北京复命。
会议期间，在第二次勘界会议上，吴大澂用亲自查勘获得的证据，迫使俄国将黑顶子归还中国。《重勘珲春东界约记》称，“中国界内黑顶子地方旧有俄国卡伦、民房，议明于一八八六年六月迁回俄境。两国勘界大臣各派委员前往该处交接明白。”吴大澂收复黑顶子后，随即“于山前玉泉洞地方添修卡伦，轮派官兵常川驻守”，并且派靖边军“前路石营步队一营进驻黑顶子”。同时还在黑顶子设立招垦分局，招民前来垦荒实边。吴大澂曾作诗评收复黑顶子：“防患尤宜策未然，强邻渐与外藩连，欲从两界留中道，直为三韩计万年。铸铁岂容成大错，临机只在著先鞭，珠槃玉敦雍容会，袖里乾坤要斡旋。”其中，吴大澂就“强邻渐与外藩连”一句自注：“俄人所占黑顶子地方与朝鲜仅隔图们江一水，有觊觎小邦之意”，这反映了吴大澂坚持收回图们江地带的黑顶子，意在防止俄国领土直接与朝鲜隔图们江相连，以杜绝俄国侵略朝鲜。